# Håndboldligaen
La Håndboldligaen maschile è il massimo campionato danese di pallamano maschile.
Organizzato dalla DHF (federazione danese di pallamano), esso si svolge dalla stagione 1935-36 e da allora si è sempre svolto con l'esclusione della stagione 1944-1945.
Al di sotto della Håndboldligaen si trovano la 1. Division, che rappresenta il campionato di secondo livello ed al quale partecipano 14 squadre e la 2. Division, suddivisa in tre giorni da 12 club ciascuno; tutti questi campionati sono a carattere nazionale. Al di sotto di essi vi sono i vari livelli regionali.
La vittoria nel campionato dà al club vincitore il titolo di campione di Danimarca per la stagione successiva; a tutto il 2024 la squadra ad avere vinto più titoli è il Kolding IF Håndbold con 14 titoli. A tutto il 2024 le edizioni del torneo disputate sono 88.

## Formula

### Prima fase
Il campionato si svolge tra 14 squadre che si affrontano con la formula del girone all'italiana con partite di andata e ritorno.

Per ogni incontro i punti assegnati in classifica sono così determinati:
- due punti per la squadra che vinca l'incontro;
- un punto per entrambe le squadre che pareggino l'incontro;
- zero punti per la squadra che perda l'incontro.

La squadra classificata al 14º posto in questa prima fase retrocede direttamente in 1. Division l'anno successivo.

### Seconda fase
Poule play off: le prime otto classificate al termine della prima fase vengono divise in due gironi da quattro club ciascuno che vengono disputati con la formula del girone all'italiana con partite di andata e ritorno.

Per ogni incontro i punti assegnati in classifica sono così determinati:
- due punti per la squadra che vinca l'incontro;
- un punto per entrambe le squadre che pareggino l'incontro;
- zero punti per la squadra che perda l'incontro.

Accedono ai play off per il titolo le prime due di ogni girone.

Poule salvezza: le squadre classificate dal 9º al 13º posto al termine della prima fase e quelle classificate dal 2º al 4º posto in 1. Division vengono divise in due gironi da quattro club ciascuno che vengono disputati con la formula del girone all'italiana con partite di andata e ritorno.

Per ogni incontro i punti assegnati in classifica sono così determinati:
- due punti per la squadra che vinca l'incontro;
- un punto per entrambe le squadre che pareggino l'incontro;
- zero punti per la squadra che perda l'incontro.

Acquisiscono il diritto di partecipare alla Håndboldligaen le prime due di ogni girone più la terza miglior classificata.

### Play off
I play off vengono disputati dalle quattro squadre qualificate al termine della seconda fase e sono effettuati con la formula dell'eliminazione diretta con partite di andata e ritorno.

### Verdetti
Al termine del torneo, a seconda del piazzamento delle squadre, vengono emessi i seguenti verdetti:
- 1ª classificata: viene proclamata campione di Danimarca ed acquisisce il diritto a partecipare alla fase a gironi della EHF Champions League.
- 2ª classificata: acquisisce il diritto a partecipare alla fase a gironi della EHF Champions League.
- 3ª classificata: acquisisce il diritto a partecipare alla EHF Cup.
- 4ª classificata: acquisisce il diritto a partecipare alla EHF Cup.
- 14ª classificata: retrocede in 1. Division.

## Statistiche

### Albo d'oro
| Edizione    | Vincitore              | N° Titolo              | 2º classificato        | Note                   |
| ----------- | ---------------------- | ---------------------- | ---------------------- | ---------------------- |
| 1935 - 1936 | IF Vidar               | 1º titolo              |                        |                        |
| 1936 - 1937 | Ajax Copenaghen        | 1º titolo              |                        |                        |
| 1937 - 1938 | IF Vidar               | 2º titolo              |                        |                        |
| 1938 - 1939 | Odense                 | 1º titolo              |                        |                        |
| 1939 - 1940 | Odense                 | 2º titolo              |                        |                        |
| 1940 - 1941 | Odense                 | 3º titolo              |                        |                        |
| 1941 - 1942 | Ajax Copenaghen        | 2º titolo              |                        |                        |
| 1942 - 1943 | Odense                 | 4º titolo              |                        |                        |
| 1943 - 1944 | Ajax Copenaghen        | 3º titolo              |                        |                        |
| 1944 - 1945 | Edizione non disputata | Edizione non disputata | Edizione non disputata | Edizione non disputata |
| 1945 - 1946 | Odense                 | 5º titolo              |                        |                        |
| 1946 - 1947 | Odense                 | 6º titolo              | Ajax Copenaghen        |                        |
| 1947 - 1948 | Ajax Copenaghen        | 4º titolo              | Helsingør              |                        |
| 1948 - 1949 | Ajax Copenaghen        | 5º titolo              | Odense                 |                        |
| 1949 - 1950 | Ajax Copenaghen        | 6º titolo              | USG håndbold           |                        |
| 1950 - 1951 | Helsingør              | 1º titolo              | Ajax Copenaghen        |                        |
| 1951 - 1952 | Ajax Copenaghen        | 7º titolo              | Helsingør              |                        |
| 1952 - 1953 | Ajax Copenaghen        | 8º titolo              | Helsingør              |                        |
| 1953 - 1954 | Tårup HK               | 1º titolo              | Ajax Copenaghen        |                        |
| 1954 - 1955 | Aarhus KFUM            | 1º titolo              | Tårup HK               |                        |
| 1955 - 1956 | Odense                 | 7º titolo              | Helsingør              |                        |
| 1956 - 1957 | Aarhus GF              | 1º titolo              | Helsingør              |                        |
| 1957 - 1958 | Helsingør              | 2º titolo              | Tårup HK               |                        |
| 1958 - 1959 | Aarhus GF              | 2º titolo              | Helsingør              |                        |
| 1959 - 1960 | Odense                 | 8º titolo              | Aarhus KFUM            |                        |
| 1960 - 1961 | Aarhus GF              | 3º titolo              | Aarhus KFUM            |                        |
| 1961 - 1962 | Skovbakken             | 1º titolo              | Helsingør              |                        |
| 1962 - 1963 | Aarhus KFUM            | 2º titolo              | Aarhus GF              |                        |
| 1963 - 1964 | Ajax Copenaghen        | 9º titolo              | Aarhus KFUM            |                        |
| 1964 - 1965 | Aarhus KFUM            | 3º titolo              | Odense                 |                        |
| 1965 - 1966 | Odense                 | 9º titolo              | Aarhus KFUM            |                        |
| 1966 - 1967 | Odense                 | 10º titolo             | Aarhus KFUM            |                        |
| 1967 - 1968 | Odense                 | 11º titolo             | Aarhus KFUM            |                        |
| 1968 - 1969 | Odense                 | 12º titolo             | Aarhus KFUM            |                        |
| 1969 - 1970 | Odense                 | 13º titolo             | Efterslægtens          |                        |
| 1970 - 1971 | Efterslægtens          | 1º titolo              | Odense                 |                        |
| 1971 - 1972 | Stadion                | 1º titolo              | Efterslægtens          |                        |
| 1972 - 1973 | Stadion                | 2º titolo              | Fredericia KFUM        |                        |
| 1973 - 1974 | Aarhus KFUM            | 4º titolo              | Helsingør              |                        |
| 1974 - 1975 | Fredericia KFUM        | 1º titolo              | Helsingør              |                        |
| 1975 - 1976 | Fredericia KFUM        | 2º titolo              | Helsingør              |                        |
| 1976 - 1977 | Fredericia KFUM        | 3º titolo              | Holte                  |                        |
| 1977 - 1978 | Fredericia KFUM        | 4º titolo              | Holte                  |                        |
| 1978 - 1979 | Fredericia KFUM        | 5º titolo              | SAGA Håndbold          |                        |
| 1979 - 1980 | Aarhus KFUM            | 5º titolo              | Fredericia KFUM        |                        |
| 1980 - 1981 | Helsingør              | 3º titolo              | Holte                  |                        |
| 1981 - 1982 | Skovbakken             | 2º titolo              | Helsingør              |                        |
| 1982 - 1983 | Aarhus KFUM            | 6º titolo              | Gladsaxe HG            |                        |
| 1983 - 1984 | Gladsaxe HG            | 1º titolo              | Helsingør              |                        |
| 1984 - 1985 | Helsingør              | 4º titolo              | Hellerup IK            |                        |
| 1985 - 1986 | Hellerup IK            | 1º titolo              | Gladsaxe HG            |                        |
| 1986 - 1987 | Kolding                | 1º titolo              | Helsingør              |                        |
| 1987 - 1988 | Kolding                | 2º titolo              | Helsingør              |                        |
| 1988 - 1989 | Helsingør              | 5º titolo              | GOG                    |                        |
| 1989 - 1990 | Kolding                | 3º titolo              | Helsingør              |                        |
| 1990 - 1991 | Kolding                | 4º titolo              | GOG                    |                        |
| 1991 - 1992 | GOG                    | 1º titolo              | Helsingør              |                        |
| 1992 - 1993 | Kolding                | 5º titolo              | GOG                    |                        |
| 1993 - 1994 | Kolding                | 6º titolo              | GOG                    |                        |
| 1994 - 1995 | GOG                    | 2º titolo              | Kolding                |                        |
| 1995 - 1996 | GOG                    | 3º titolo              | Virum-Sorgenfri        |                        |
| 1996 - 1997 | Virum-Sorgenfri        | 1º titolo              | Ajax Copenaghen        |                        |
| 1997 - 1998 | GOG                    | 4º titolo              | Esbjerg                |                        |
| 1998 - 1999 | Skjern                 | 1º titolo              | Kolding                |                        |
| 1999 - 2000 | GOG                    | 5º titolo              | Virum-Sorgenfri        |                        |
| 2000 - 2001 | Kolding                | 7º titolo              | GOG                    |                        |
| 2001 - 2002 | Kolding                | 8º titolo              | Bjerringbro-Silkeborg  |                        |
| 2002 - 2003 | Kolding                | 9º titolo              | Skjern                 |                        |
| 2003 - 2004 | GOG                    | 6º titolo              | Kolding                |                        |
| 2004 - 2005 | Kolding                | 10º titolo             | Aarhus                 |                        |
| 2005 - 2006 | Kolding                | 11º titolo             | GOG Svendborg TGI      |                        |
| 2006 - 2007 | GOG Svendborg TGI      | 7º titolo              | Viborg                 |                        |
| 2007 - 2008 | Copenaghen             | 1º titolo              | GOG Svendborg TGI      |                        |
| 2008 - 2009 | Kolding                | 12º titolo             | Copenaghen             |                        |
| 2009 - 2010 | Aalborg                | 1º titolo              | Kolding                |                        |
| 2010 - 2011 | AG Copenaghen          | 1º titolo              | Bjerringbro-Silkeborg  |                        |
| 2011 - 2012 | AG Copenaghen          | 1º titolo              | Bjerringbro-Silkeborg  |                        |
| 2012 - 2013 | Aalborg                | 2º titolo              | Kolding                |                        |
| 2013 - 2014 | Kolding                | 13º titolo             | Aalborg                |                        |
| 2014 - 2015 | Kolding                | 14º titolo             | Bjerringbro-Silkeborg  |                        |
| 2015 - 2016 | Bjerringbro-Silkeborg  | 1º titolo              | Skjern                 |                        |
| 2016 - 2017 | Aalborg                | 3º titolo              | Skjern                 |                        |
| 2017 - 2018 | Skjern                 | 2º titolo              | Aalborg                |                        |
| 2018 - 2019 | Aalborg                | 4º titolo              | Skjern                 |                        |
| 2019 - 2020 | Aalborg                | 5º titolo              | GOG                    |                        |
| 2020 - 2021 | Aalborg                | 6º titolo              | GOG                    |                        |
| 2021 - 2022 | GOG                    | 8º titolo              | Aalborg                |                        |
| 2022 - 2023 | GOG                    | 9º titolo              | Aalborg                |                        |
| 2023 - 2024 | Aalborg                | 7º titolo              | GOG                    |                        |
| 2024 - 2025 | Aalborg                | 8º titolo              | Skjern                 |                        |

### Riepilogo vittorie per club
| Numero | Club                    | Anni |
| ------ | ----------------------- | --- |
| 14     | Kolding                 | 1986-87, 1987-88, 1989-90, 1990-91, 1992-93, 1993-94, 2000-01, 2001-02, 2002-03, 2004-05 2005-06, 2008-09, 2013-14, 2014-15 |
| 13     | Odense                  | 1938-39, 1939-40, 1940-41, 1942-43, 1945-46, 1946-47, 1955-56, 1959-60, 1965-66, 1966-67 1967-68, 1968-69, 1969-70          |
| 9      | GOG - GOG Svendborg TGI | 1991-92, 1994-95, 1995-96, 1997-98, 1999-00, 2003-04, 2006-07, 2021-22, 2022-23                                             |
| 9      | Aarhus KFUM - Aarhus GF | 1954-55, 1956-57, 1958-59, 1960-61, 1962-63, 1964-65, 1973-74, 1979-80, 1982-83                                             |
| 9      | Ajax Copenaghen         | 1936-37, 1941-42, 1943-44, 1947-48, 1948-49, 1949-50, 1951-52, 1952-53, 1963-64                                             |
| 8      | Aalborg                 | 2009-10, 2012-13, 2016-17, 2018-19, 2019-20, 2020-21, 2023-24, 2024-25                                                      |
| 5      | Helsingør               | 1950-51, 1957-58, 1980-81, 1984-85, 1988-89                                                                                 |
| 5      | Fredericia KFUM         | 1974-75, 1975-76, 1976-77, 1977-78, 1978-79                                                                                 |
| 2      | Skjern                  | 1998-99, 2017-18 |
| 2      | AG Copenaghen           | 2010-11, 2011-12 |
| 2      | Skovbakken              | 1961-62, 1981-82 |
| 2      | Stadion                 | 1971-72, 1972-73 |
| 2      | IF Vidar                | 1935-36, 1937-38 |
| 1      | Bjerringbro-Silkeborg   | 2015-16 |
| 1      | Copenaghen              | 2007-08 |
| 1      | Virum-Sorgenfri         | 1996-97 |
| 1      | Hellerup IK             | 1985-86 |
| 1      | Gladsaxe HG             | 1983-84 |
| 1      | Efterslægtens           | 1970-71 |
| 1      | Tårup HK                | 1953-54 |